# Ogaden

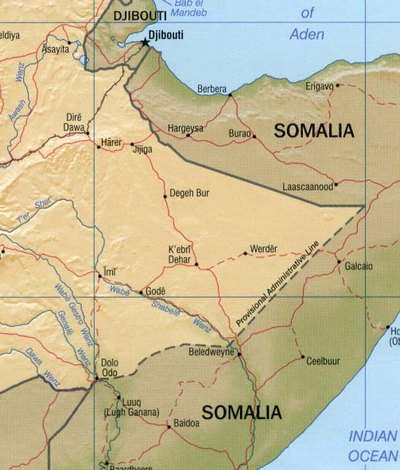
Ogaden

Ogaden is een woestijngebied in het oosten van Ethiopië, in de regio Somali, grenzend aan Somalië. Het wordt grotendeels bewoond door Somalische nomaden, hoofdzakelijk de gelijknamige Ogaden-clan of Ogadeni.

## Geschiedenis
Het gebied behoort sinds 1891 tot Ethiopië, toen de Britten de regio als gift aan Menelik II gaven, omdat Menelik de Britten steunde tegen de Italianen.
Sinds 1960 eisten Somalische nationalisten de vereniging van Ogaden met Somalië en zijn er gewelddadige gevechten gevoerd over het gebied.
Op 21 oktober 1969 pleegden officieren van het Somalische leger onder leiding van generaal-majoor Siad Barre een staatsgreep. Barre werd kort daarop voorzitter van Opperste Revolutionaire Raad, de Supreme Revolutionary Council (SCR). Het nieuwe bewind van Barre was gebaseerd op het "wetenschappelijk socialisme" en het werd duidelijk dat Barre Somalië wilde omvormen tot een socialistische en links-islamitische staat. De invloed van marxistische sympathisanten op het regeringsbeleid was in het begin groot. Er werden contacten gelegd met de Sovjet-Unie en Oost-Europese landen. Het regime-Barre streefde van het begin af aan naar een 'Groot-Somalië' waar ook het Ogaden-gebied (sinds 1995 de regio Somali) bij zou moeten horen. In 1977 verklaarde Somalië oorlog en viel Ethiopië binnen, dit werd bekend als de Ogaden-oorlog.
In 1974 waren in Ethiopië officieren aan de macht gekomen. Kolonel Mengistu Haile Mariam, een marxistische sympathisant, trad naar voren als de sterke man. Aan het eind van de jaren zeventig stonden de Sovjet-Unie, Cuba, Zuid-Jemen en Libië aan Ethiopische zijde, waardoor de Somalische troepen zich moesten terugtrekken.
In 1988 bleven gevechten doorgaan, waarna Ethiopië en Somalië een niet-aanvalsverdrag tekenden.
Door de oorlog en droogte kwamen duizenden mensen om en sloegen miljoenen mensen op de vlucht.